# Referentieregio
Een referentieregio is in het Vlaams Gewest het kader waaraan intergemeentelijke samenwerkingsverbanden worden getoetst.

## Achtergrond
De referentieregio's zijn voortgekomen uit de wens om het lappendeken van informele intergemeentelijke samenwerkingsverbanden, bestaande uit intercommunales en overleggen tussen burgemeesters, te vereenvoudigen. In 2017 werd hiertoe een wetsvoorstel gedaan en in 2021 werd uiteindelijk beslist om Vlaanderen in te delen in 17 bestuurs- of referentieregio's.
Vanwege protest in Limburg tegen een indeling van de provincie in drie regio's, heeft de Vlaamse regering in 2022 besloten dat Limburg als enige provincie één regio mocht blijven. Daardoor kwamen er in Vlaanderen uiteindelijk 15 bestuursregio's tot stand. Op 1 februari 2023 keurde het Vlaams Parlement het decreet over regiovorming goed. Structuren die al bestaan, krijgen tot uiterlijk 31 december 2030 om zich aan te passen. Afvalintercommunales hebben tot 31 december 2036 de tijd zich aan te passen.

## Lijst

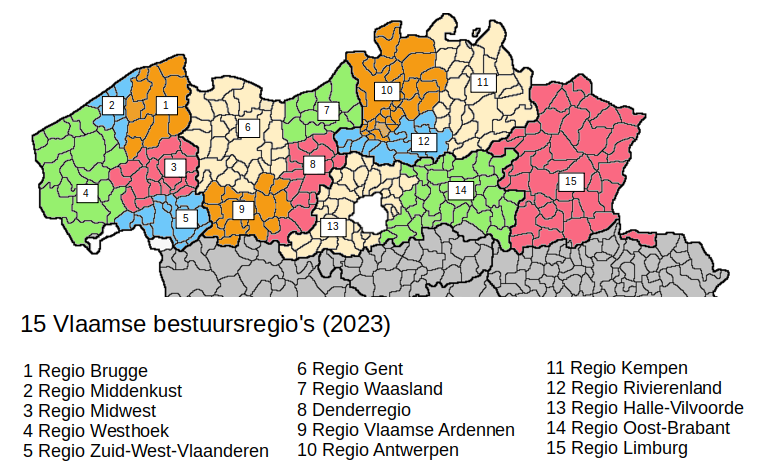
De 15 bestuursregio's met namen

De meeste referentieregio's vallen samen met de reeds bestaande arrondissementen. Enkel in Wervik, Hoeilaart, Overijse, Waasmunster en een grotere cluster rond Wetteren (naast Wetteren Oosterzele, Laarne, Herzele, Oosterzele, Sint-Lievens-Houtem en Zottegem) wordt hiervan afgeweken.
| Regio                | Provincie       | Aantal inwoners (01/01/2024) | Oppervlakte (km²) | Gemeenten | Opmerking |
| -------------------- | --------------- | ---------------------------- | ----------------- | --- | --- |
| Regio Brugge         | West-Vlaanderen | 286.616                      | 673,25            | Beernem, Blankenberge, Brugge, Damme, Jabbeke, Knokke-Heist, Oostkamp, Torhout, Zedelgem en Zuienkerke | Valt samen met het arrondissement Brugge |
| Regio Middenkust     | West-Vlaanderen | 160.032                      | 304,60            | Bredene, De Haan, Gistel, Ichtegem, Middelkerke, Oostende en Oudenburg | Valt samen met het arrondissement Oostende |
| Midwest              | West-Vlaanderen | 255.129                      | 605,66            | Ardooie, Dentergem, Hooglede, Ingelmunster, Izegem, Ledegem, Lichtervelde, Moorslede, Oostrozebeke, Pittem, Roeselare, Staden, Tielt, Wielsbeke en Wingene | Valt samen met de arrondissementen Roeselare en Tielt                                                                                               |
| Westhoek             | West-Vlaanderen | 203.057                      | 1.163,16          | Alveringem, De Panne, Diksmuide, Heuvelland, Houthulst, Ieper, Koekelare, Koksijde, Kortemark, Langemark-Poelkapelle, Lo-Reninge, Mesen, Nieuwpoort, Poperinge, Veurne, Vleteren en Zonnebeke | Valt samen met de arrondissementen Veurne, Diksmuide en Ieper zonder de stad Wervik                                                                 |
| Zuid-West-Vlaanderen | West-Vlaanderen | 321.541                      | 449,91            | Anzegem, Avelgem, Deerlijk, Harelbeke, Kortrijk, Kuurne, Lendelede, Menen, Spiere-Helkijn, Waregem, Wervik, Wevelgem en Zwevegem | Valt samen met het arrondissement Kortrijk plus de stad Wervik                                                                                      |
| Regio Gent           | Oost-Vlaanderen | 685.862                      | 1.273,28          | Aalter, Assenede, Deinze, Destelbergen, Eeklo, Evergem, Gavere, Gent, Kaprijke, Laarne, Lievegem, Lochristi, Maldegem, Merelbeke-Melle, Nazareth-De Pinte, Sint-Laureins, Sint-Martens-Latem, Wetteren, Zulte en Zelzate | Valt samen met de arrondissementen Eeklo en Gent zonder de gemeente Oosterzele, maar plus de gemeenten Laarne en Wetteren                           |
| Waasland             | Oost-Vlaanderen | 301.965                      | 569,94            | Beveren-Kruibeke-Zwijndrecht, Lokeren, Sint-Gillis-Waas, Sint-Niklaas, Stekene, Temse en Waasmunster | Valt samen met het arrondissement Sint-Niklaas plus de gemeente Waasmunster                                                                         |
| Denderregio          | Oost-Vlaanderen | 403.912                      | 585,22            | Aalst, Berlare, Buggenhout, Denderleeuw, Dendermonde, Erpe-Mere, Geraardsbergen, Haaltert, Hamme, Lebbeke, Lede, Ninove, Wichelen en Zele | Valt samen met de arrondissementen Aalst en Dendermonde zonder de gemeenten Herzele, Laarne, Sint-Lievens-Houtem, Waasmunster, Wetteren en Zottegem |
| Vlaamse Ardennen     | Oost-Vlaanderen | 199.843                      | 598,86            | Brakel, Herzele, Horebeke, Kluisbergen, Kruisem, Lierde, Maarkedal, Oosterzele, Oudenaarde, Ronse, Sint-Lievens-Houtem, Wortegem-Petegem, Zwalm en Zottegem | Valt samen met het arrondissement Oudenaarde plus de gemeenten Herzele, Oosterzele, Sint-Lievens-Houtem en Zottegem                                 |
| Regio Antwerpen      | Antwerpen       | 1.067.669                    | 984,01            | Aartselaar, Antwerpen, Boechout, Boom, Brasschaat, Brecht, Edegem, Essen, Hemiksem, Hove, Kalmthout, Kapellen, Kontich, Lint, Malle, Mortsel, Niel, Ranst, Rumst, Schelle, Schilde, Schoten, Stabroek, Wijnegem, Wommelgem, Wuustwezel, Zandhoven en Zoersel | Valt samen met het arrondissement Antwerpen |
| Kempen               | Antwerpen       | 479.974                      | 1.360,03          | Arendonk, Baarle-Hertog, Balen, Beerse, Dessel, Geel, Grobbendonk, Herentals, Herenthout, Herselt, Hoogstraten, Hulshout, Kasterlee, Laakdal, Lille, Meerhout, Merksplas, Mol, Olen, Oud-Turnhout, Ravels, Retie, Rijkevorsel, Turnhout, Vorselaar, Vosselaar en Westerlo | Valt samen met het arrondissement Turnhout |
| Rivierenland         | Antwerpen       | 359.299                      | 511,83            | Berlaar, Bonheiden, Bornem, Duffel, Heist-op-den-Berg, Lier, Mechelen, Nijlen, Putte, Puurs-Sint-Amands, Sint-Katelijne-Waver en Willebroek | Valt samen met het arrondissement Mechelen |
| Halle-Vilvoorde      | Vlaams-Brabant  | 631.724                      | 883,59            | Affligem, Asse, Beersel, Bever, Dilbeek, Drogenbos, Grimbergen, Halle, Kampenhout, Kapelle-op-den-Bos, Kraainem, Lennik, Liedekerke, Linkebeek, Londerzeel, Machelen, Meise, Merchtem, Opwijk, Pajottegem, Pepingen, Roosdaal, Sint-Genesius-Rode, Sint-Pieters-Leeuw, Steenokkerzeel, Ternat, Vilvoorde, Wemmel, Wezembeek-Oppem, Zaventem en Zemst                                                                              | Valt samen met het arrondissement Halle-Vilvoorde zonder de gemeenten Hoeilaart en Overijse                                                         |
| Oost-Brabant         | Vlaams-Brabant  | 565.049                      | 1.234,77          | Aarschot, Begijnendijk, Bekkevoort, Bertem, Bierbeek, Boortmeerbeek, Boutersem, Diest, Geetbets, Glabbeek, Haacht, Herent, Hoegaarden, Hoeilaart, Holsbeek, Huldenberg, Keerbergen, Kortenaken, Kortenberg, Landen, Leuven, Linter, Lubbeek, Oud-Heverlee, Overijse, Rotselaar, Scherpenheuvel-Zichem, Tervuren, Tielt-Winge, Tienen, Tremelo en Zoutleeuw                                                                        | Valt samen met het arrondissement Leuven plus de gemeenten Hoeilaart en Overijse                                                                    |
| Limburg              | Limburg         | 900.098                      | 2.427,43          | Alken, As, Beringen, Bilzen-Hoeselt , Bocholt, Bree, Diepenbeek, Dilsen-Stokkem, Genk, Gingelom, Halen, Hamont-Achel, Hasselt, Hechtel-Eksel, Heers, Herk-de-Stad, Herstappe, Heusden-Zolder, Houthalen-Helchteren, Kinrooi, Lanaken, Leopoldsburg, Lommel, Lummen, Maaseik, Maasmechelen, Oudsbergen, Pelt, Nieuwerkerken, Peer, Riemst, Sint-Truiden, Tessenderlo-Ham, Tongeren-Borgloon, Voeren, Wellen, Zonhoven en Zutendaal | Valt samen met de provincie Limburg |